# Edmund-Lührmann-Stiftung

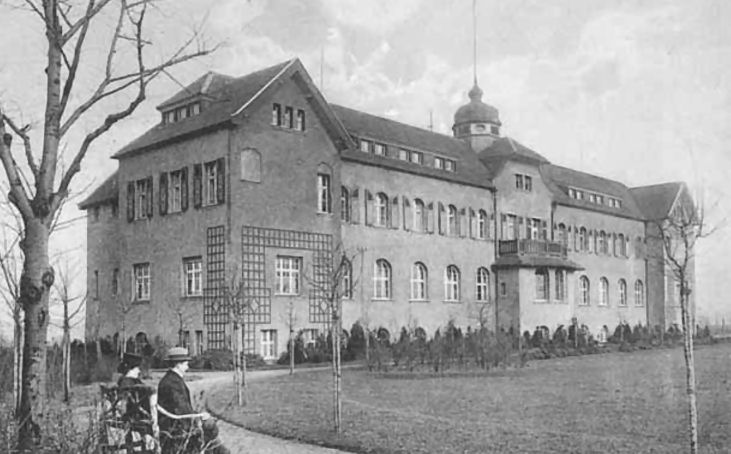
Edmund-Lührmann-Stiftung in den 1920er Jahren

Die Edmund-Lührmann-Stiftung war eine Kranken- und Heilanstalt mit angeschlossenem Erholungsheim für Nervenleidende in Essen. Sie wurde 1903 mit Spenden von Edmund Lührmann durch die Stadt Essen gegründet und nach Zerstörung im Zweiten Weltkrieg aufgelöst.

## Geschichte
Am 14. März 1893 übergab Edmund Lührmann der Stadt Essen insgesamt 30.000 Mark, um sie in einer städtischen Einrichtung zur Erziehung verwahrloster Kinder evangelischer Konfession und für evangelische Waisenhauskinder zu verwenden. Er gab vor, dass dazu eine Stiftung gegründet werden soll, die in Gedenken an seinen 1887 gestorbenen Vater den Namen Eduard-Lührmann-Stiftung tragen soll. Für diesen Zweck überwies Edmund Lührmann am 23. November 1894 weitere 70.000 Mark an die Stadt. Im Sinne einer vom Rat der Stadt Essen im März 1903 verabschiedeten Satzung der jetzt so genannten Lührmann-Stiftung sollten die in den Jahren 1893/1894 insgesamt gestifteten 100.000 Mark, und weitere am 25. März 1903 gestiftete 150.000 Mark Verwendung finden. In der Satzung verpflichtete sich die Stadt, aus dem gesamten Kapital eine Kranken- und Heilanstalt, verbunden mit einem Erholungsheim für Nervenleidende bauen, einzurichten und dauernd zu unterhalten.
In Folge fand am 28. Februar 1905 im Beisein von Edmund Lührmann die Grundsteinlegung auf dem Stenshofgelände statt, nahe dem Areal des späteren Botanischen Gartens im Grugapark in Rüttenscheid. Der Essener Mäzen stiftete der Anstalt unter anderem elektrische Bäder. Die Einweihung des zwischen Wald und Feldern gelegenen Erholungsheims fand am 16. Juli 1907 statt. Als in diesem Jahr seine Tochter Helene (verh. Girardet) starb, gründete er mit 15.000 Mark die Essener Helenenstiftung und richtete im Erholungsheim für 8000 Mark das Helenenzimmer ein. Zudem überschrieb Lührmann, anlässlich seiner Silberhochzeit 1907, seine durch ihn in den Jahren 1898/1900 erbaute Villa in Wernigerode im Wert von rund 110.000 Mark der Stadt Essen mit der Vorgabe, dort ein Kurhaus einzurichten und zu verpachten, und dessen Erträge dem Erholungsheim für Nervenkranke in Essen zukommen zu lassen. Hinzu kam zu diesem Zweck die Übereignung von Aktien im Wert von 72.000 Mark mit Dividendenscheinen im Wert von 100.000 Mark. Diese Stiftungsanweisungen veranlasste Lührmann von Hannover aus per Brief an den Oberbürgermeister von Essen, Wilhelm Holle. Darin beschrieb Lührmann auch die enge Verbundenheit zu seiner Vaterstadt und erklärte seine Leitmaxime: Gutes tun und nicht müde werden.
Die Leitung der Edmund-Lührmann-Stiftung hatte Herr Hackländer inne, sie ging 1908 auf Herrn Fels über. Nach mehreren weiteren leitenden Ärzten übernahm Herr Baumgart das Amt. 1914 erhielt die Anstalt vier zusätzliche Zimmer, da der erste Leiter, Hackländer, mit seiner Familie in einen neu errichteten Anbau einzog. Im Ersten Weltkrieg, ab 1915, wurde die Anstalt als Reserve-Hilfs-Lazarett genutzt, so war sie teilweise mit Verwundeten belegt, hauptsächlich Menschen mit Kopfverletzungen.
Nach dem Ersten Weltkrieg hatte die Stiftung aufgrund hoher Inflation finanzielle Probleme, so dass beispielsweise das Erholungsheim an den Knappschaftsverein mit Sitz in Bochum vermietet wurde, der es in Lührmanns Sinne weiterbetrieb. Laut einem Vertrag mit dem Knappschaftsverein hieß das Haus ab dem 1. Juli 1921 Knappschafts-Nervenkrankenhaus – Lührmann-Stiftung in Essen. Nach Vertragsablauf im Jahre 1933 pachtete das Rheinische Mutterhaus des Roten Kreuzes, das die Schwesternschaft für die städtischen Krankenanstalt stellte, das Heim, wobei es zum Wohnhaus für Schwesternschülerinnen wurde und den Namen Schwesternhaus Lührmannstift erhielt.
Am 23. Oktober 1944 erlitt das Schwesternhaus einen Bombentreffer, bei dem ein Mensch ums Leben kam. Nach Räumung des Hauses gab es zwei Tage später weitere Treffer. Ein Teil des Hauses blieb dennoch intakt, so dass es als Lazarett genutzt wurde. Ein Wiederaufbau des Hauses kam nicht in Frage, woraufhin es zu einer Aufhebung der Stiftungssatzung am 15. Dezember 1955 rückwirkend zum 26. Juni 1948 kam. Der Rat der Stadt Essen bestimmte, das Stiftungsvermögen zum Wiederaufbau der zerstörten neurologischen Abteilung der Nervenklinik der Städtischen Krankenanstalten zu verwenden, aus denen 1963 das Universitätsklinikum Essen hervorging. Nach dem Willen Edmund Lührmanns ging die Stadt Essen erneut die Verpflichtung ein, in der Städtischen Krankenanstalt eine Kranken- und Heilanstalt für Nervenleidende einzurichten und zu unterhalten. Es wurde ebenfalls bestimmt, dass zur Erinnerung an die Stiftung der Name Edmund-Lührmann-Stiftung an das Gebäude in Essen, Külshammerweg 40, gebunden bleibt, in dem heute ein Gartenbauzentrum und die Fachschule im Gartenbau der Landwirtschaftskammer Rheinland untergebracht sind. Des Weiteren sollen die Straßen Lührmannwald und Lührmannstraße an den Stifter erinnern. Die bereits 1897 als Paulstraße angelegte Lührmannstraße erhielt 1906 den Namen Reinhardstraße und wurde schließlich am 7. Juni 1907 zur Lührmannstraße.

## Edmund Lührmann
Der am 15. Februar 1845 in Essen geborene Kaufmann Edmund Lührmann war ein bedeutender Mäzen der Stadt, über dessen beruflichen bzw. geschäftlichen Werdegang jedoch nur wenig bekannt ist. Er war ein Sohn des Gewerken (Christian Gottfried) Eduard Lührmann († 24. November 1887) und dessen Ehefrau Alwine Lührmann geborene Scheidt († 21. Februar 1893) und lebte in Essen und Berlin, später als Rentier (zeitgenössisch auch irreführend Rentner) bis 1907 in Wernigerode. Mit seiner Ehefrau Marie Lührmann geborene Boye (* 18. Juli 1854; † 9. Januar 1937) hatte er die Tochter Helene (1885–1907) und zwei Söhne. Nachdem Lührmann ab 1907 mehrere Reisen unternommen hatte, starb er während einer Schiffsreise am 23. Februar 1909 in Buenos Aires an einem Herzinfarkt. Seine sterblichen Überreste wurden eingeäschert, die Urne wurde nach Essen überführt und dort am 19. April 1909 auf dem Friedhof am Kettwiger Tor beigesetzt, wobei er von Oberbürgermeister Wilhelm Holle in einer Rede gewürdigt wurde. Holle legte einen Kranz mit der Widmung Dem treuen Sohne und Wohltäter seiner Vaterstadt nieder. Neben Lührmanns beiden Söhnen wohnte auch der Männergesangsverein der Beisetzung bei, dessen Ehrenmitglied Lührmann war. Der Chor sang das Lied Über den Sternen mit dem Text von Ida Hahn-Hahn und der Melodie von Franz Abt. Der Nachruf des Oberbürgermeisters und der Pflegschaft der Lührmann-Stiftung vom 24. Februar 1909 in der Essener Volkszeitung besagt: Sein Andenken wird in seinen Stiftungen weiterleben. Das Grabmal wurde bei Schließung des Friedhofs am Kettwiger Tor 1955 auf den Essener Ostfriedhof versetzt.